# Scauniperga

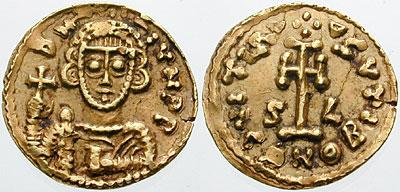
Um tremisse de Liuprando, durante a época da regência de Scauniperga.

Scauniperga (fl. 756), era uma duquesa de Benevento. Ela era mãe de Liuprando de Benevento, e reinou ao seu lado de 751 a 756. 
Scauniperga foi casada com Gisulfo II, e tornou-se chefe da regência e regente de Benevento quando seu filho menor sucedeu ao Ducado em 751. Durante a regência, ela mesma foi listada primeiro em documentos oficiais e referida como dux (Duque), o mesmo título que o de seu filho. Ela apoiou o rei Astolfo reconhecendo sua autoridade e, assim, confirmou o ducado como um estado vassalo real do reino. 